# Buzău
Buzău ([buˈzəw]ⓘ) es una ciudad con estatus de municipiu de Rumania. Es la capital y ciudad más poblada del distrito homónimo de Buzău, en la región histórica de Valaquia. Se encuentra cerca de la orilla derecha del río Buzău, entre la curvatura sur-oriental de los montes Cárpatos y las tierras bajas de la llanura Bărăgan.

## Historia
El registro más antiguo del nombre de la ciudad aparece en 376 d. C., cuando fue mencionada en una carta que hablaba sobre el martirio de Sava el Godo. Durante la Edad Media, Buzău era una ciudad importante del mercado de Valaquia y sede episcopal de la Iglesia Ortodoxa Oriental. Se enfrentó a un período de destrucción repetida durante el siglo XVII y XVIII, y hoy en día se simboliza en el escudo de la ciudad con el ave Fénix. Esas destrucciones son la razón principal por la que no haya edificios anteriores al siglo XVIII en la ciudad. Posteriormente, Buzău se recuperó lentamente para convertirse en la actualidad en una importante ciudad moderna en el sudeste de Rumania.
El edificio más importante de la ciudad histórica es el Palacio Comunal, ubicado en la céntrica Plaza de Dacia. El bulevar Nicolae Bălcescu conecta con el parque Crâng, la principal área recreativa de Buzău.
Buzău es un importante centro ferroviario en el sureste de Rumania, donde confluyen los ferrocarriles que enlazan con Bucarest con Moldavia y Transilvania a la costa del mar Negro. La DN2, un tramo de la ruta europea E85, cruza la ciudad. La proximidad de Buzău a las rutas comerciales ayudaron a desarrollar su papel como centro de comercio en tiempos anteriores y como un centro industrial durante el siglo XX. La mayor parte de la industria de la ciudad se desarrolló durante el período comunista de Rumania y fue rediseñado a través de los años 1990 a un marco económico capitalista.
La primera mención sobre el río Buzău y la polis (llamada en en griego antiguo: —Μουσαίος— Mousaios) es una carta de Ioannis Soranus, gobernador de Scytia Menor, al arzobispo de Cesarea Mazaca (alrededor de 400 d. C.). El documento, conservado en copias en la Biblioteca Vaticana y la Biblioteca de San Marco en Venecia, dice sobre el martirio de un misionero cristiano con el nombre de Sava, ahogado por los godos en el río Buzău. Él es el líder espiritual de la ciudad de Buzău, así como de varios pueblos de la zona.
Se han encontrado varias tumbas de los siglos III-V en Buzau, así como monedas que demuestran la continuidad del asentamiento.

### Edad Media

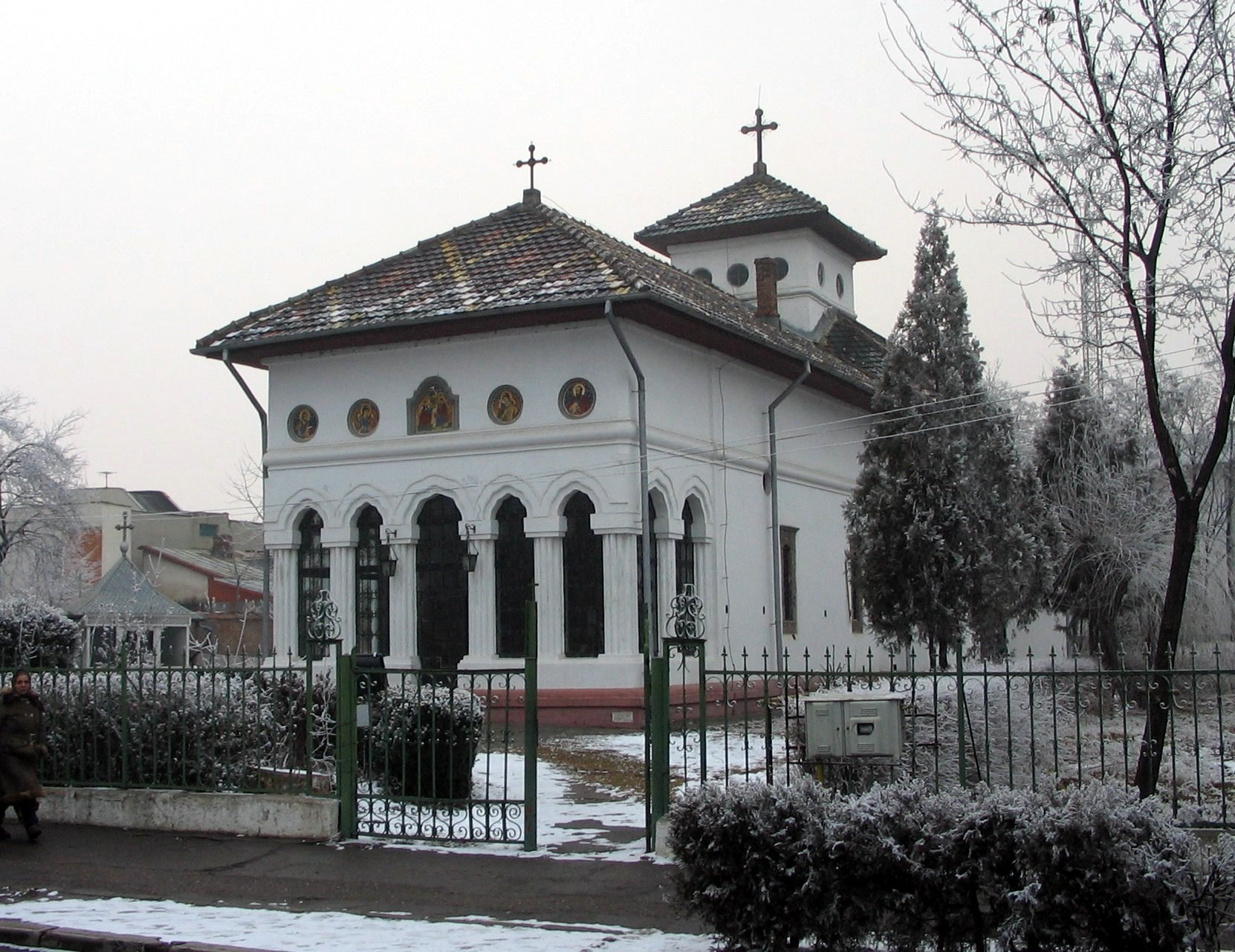
Iglesia Banu.

Buzău se desarrolló durante la Edad Media como un centro comercial y cultural. Gustav Treiber, en su artículo Buzau, publicado en la revista Siebenbürgische Vierteljahrsschrift (1935) declara que antes del siglo XII, la ciudad estaba rodeada por una muralla con cuatro puertas hacia las cuatro direcciones principales.
La primera mención de Buzău como una ciudad de mercado (târg) y la estación de aduanas se encuentra en un documento del 31 de enero de 1431, y publicado por Dan II, Voivod de Valaquia. El documento señaló que los vendedores de Braşov tenían la libertad de comercio en varias ciudades de Valaquia (Buzău, entre ellos) como lo fueron durante el reinado de Mircea cel Bătrân. Estos privilegios fueron reforzados más adelante por Vlad III el Empalador, quien afirmó que los caminos que habían de tomar los vendedores tenían que ser: a través de Rucăr, Prahova, Teleajen o Buzău.
En 1500, Radu cel Mare creó el Obispado de Buzău, lo que convierte a la ciudad en un centro espiritual del este de Valaquia. En 1507, aparece Buzău (bajo el nombre de Boza), por primera vez en un mapa, realizado por Nicolaus Germanus. En ese momento, la ciudad fue la cuarta ciudad más grande de Valaquia, y un importante socio comercial de Braşov. Entre 1503 y 1515, los vendedores de Buzău negocian mercancías por valor de 2.245.835 aspres —una moneda otomana—. Un documento fechado en 1536 muestra que la ciudad fue administrada por un judet (alcalde) y 12 elegidos pârgari (concejales). Los túneles subterráneos que se remontan al siglo XVI y conecta el compleja del obispado, el centro de la ciudad y el Parque Crâng (en el momento, sólo un gran bosque en las afueras de la ciudad). Su función consistía en almacenar la oferta y la evacuación de personas en caso de peligro.
En 1571, se construyó el monasterio de Banu. El nombre del monasterio, "Banu", indica el título de la nobleza de su constructor, el ban Andronic Cantacuzino. La iglesia del monasterio fue reconstruido por Andreiana, la esposa de Şerban Cantacuzino, en 1722. Después de la secularización de los bienes monásticos de 1863, el monasterio fue desmantelado, pero no su iglesia.
Un documento de 1575 menciona el Bazaar (mercado permanente con las tiendas, almacenes, sótanos, trasteros). El Bazar de Buzău fue el segundo más antiguo de Valaquia. A finales del siglo XVI, Buzău se dividió en cuatro partes: el Obispado con sus siervos, el monasterio Banu y sus sirvientes, el viejo mercado y de la ciudad (situada entre el obispado y el monasterio).
Durante la última década del siglo XVI, cerca de 18.000 serbios se establecieron en Valaquia. Varias familias hicieron de Buzău su casa, con la fundación de un barrio de serbios y situado en la orilla del río Buzau. Más tarde, en 1792-1838, muchos refugiados búlgaros se asentaron en el mismo barrio. Debido a las similitudes de las lenguas maternas habladas por los dos grupos étnicos, la gente del lugar llamó a los nuevos refugiados también serbios. Los búlgaros se les dio la tierra por el río donde crearon huertas.

### Destrucciones de la ciudad
La Edad Media trajo consigo una ola de destrucción a la ciudad y Buzău fue completa o parcialmente destruida por las guerras y las múltiples invasiones militares extranjeras, así como los desastres naturales.
El ejército de Mihai Viteazul se encontraba en Buzău en 1596. Después de que el ejército se marchó, la ciudad fue devastada en 1597 por el ejército otomano y las incursiones tártaras. Al año siguiente, Mihai Viteazul trajo regalos a los habitantes de la ciudad para compensar los daños y perjuicios. El cronista Baltasar Walter describió la invasión tártara de 1597:

«Saquearon las llanuras alrededor de Buzău, Brăila, Bucarest y otras ciudades de donde los turcos habían salido dejándolas intactas o completamente destruidas, tomaron cautivos a los locales y robaron todos los ingresos del año, quemando la mayoría de los lugares.»

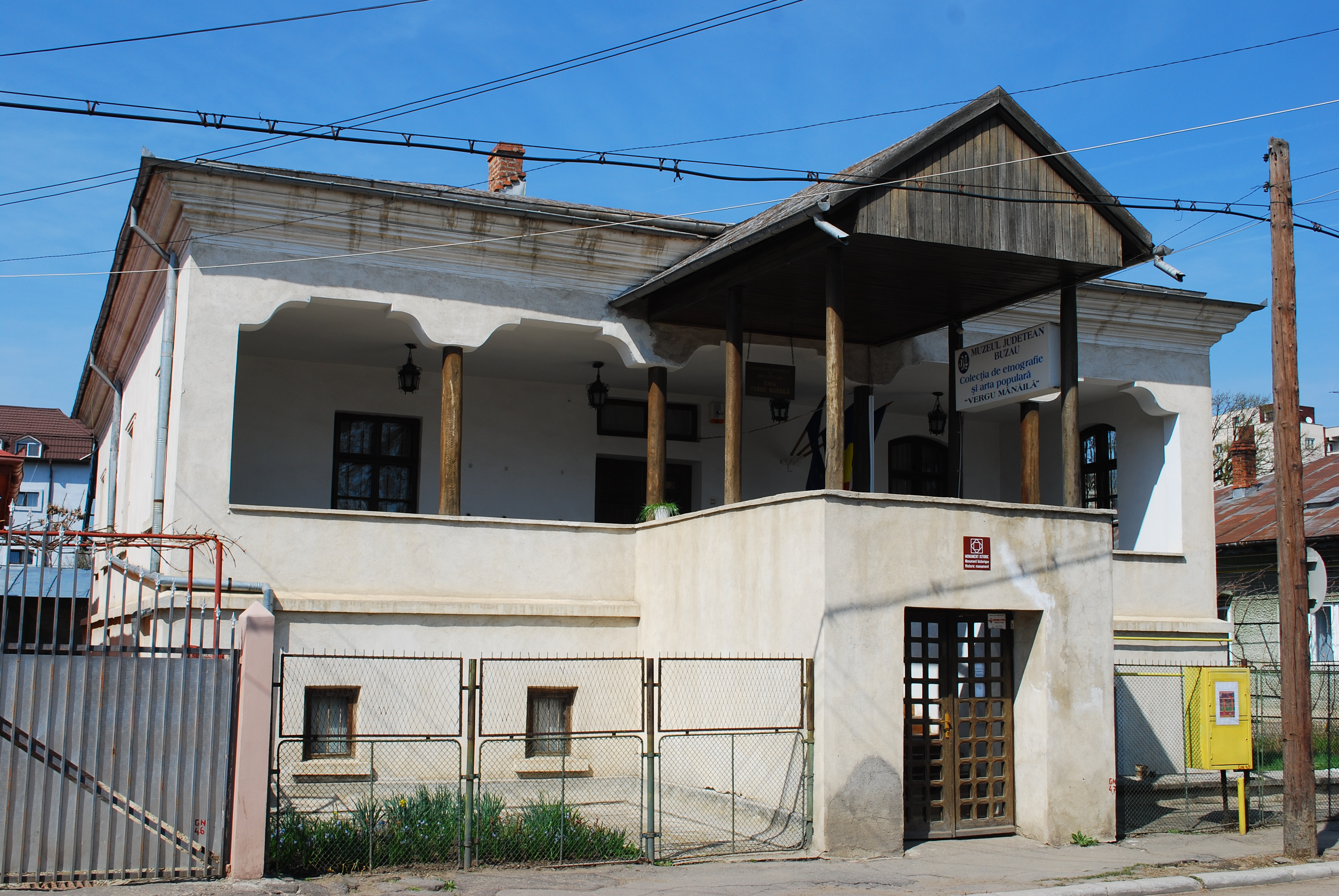
La casa Vergu-Mănăilă, el edificio más antiguo que resistió a las destrucciones y que data del.

En abril de 1616, muchas casas en Buzău fueron incendiadas durante una invasión de Polonia, durante una de las Guerras de los Magnates de Moldavia. Los habitantes se refugiaron en las montañas cercanas y los bosques. Todos los títulos de propiedad existentes se perdieron en el evento. Un año más tarde, en julio de 1617, la ciudad fue ocupada de nuevo por el ejército otomano.
Buzău fue saqueada por los tártaros de nuevo en 1623, como señala Matei Basarab, en una carta de 1633:

«[El Obispado de Buzău] está totalmente abandonado, esclavizado y quemado por los tártaros paganos durante todos estos años.»

Una invasión turca en 1659 condujo de nuevo a la ciudad a un incendio y destrucción, y la gente fue capturada. En 1679, fue saqueada Buzău de nuevo por los otomanos. La ciudad fue reconstruida cada vez, como así aparece en el mapa 1700 de Valaquia, impreso en Padua por el stolnic Constantin Cantacuzino. El mapa muestra las 22 otras ciudades y pueblos-mercado del país.
Después de un período de relativa paz, durante el cual el obispado fue subvencionado por el domn para abrir una escuela de griego y otro en el idioma eslavo, en 1739, durante una guerra ruso-turca, las tropas rusas, así como los cosacos de Frilow causaron estragos a través de Buzău, capturabndo al obispo con ellos.
Durante otra guerra ruso-turca, soldados otomanos quemaron todas las tiendas, casas y la tierra. La iglesia del Obispado también fue destruida, y el obispo se trasladó temporalmente a Bucarest. La iglesia del monasterio Banu escapó a la destrucción, sólo para ser destruido en 1774 por un terremoto. Además, durante la guerra ruso-turca de 1787-1792, la ciudad fue destruida una vez más. La larga cadena de la guerra causó daños en 1806 y 1807, cuando el ejército otomano quemó la ciudad en ruinas con un balance de 230 personas muertas. Los habitantes huyeron al valle del río Nişcov, desde donde regresaron sólo en 1812.
Las epidemias de peste bubónica y el cólera a principios del siglo XIX también diezmaron la población de la ciudad.
La última vez que fue devastada por la guerra la ciudad fue en 1821 en la Guerra de Independencia griega. Después de ello, en vista de la creación de los Reglamentos Orgánicos se inició un período de reconstrucción y modernización. Además, Valaquia dejó de ser un teatro de operaciones en las guerras entre el Imperio Otomano y Rusia, los conflictos móviles se alejaron hacia Crimea, los Balcanes meridionales y occidentales y el Cáucaso.
Por lo tanto, aunque el nombre de Buzău está atestiguada por documentos como un río con una polis en sus orillas, desde el siglo IV, y como una ciudad de mercado desde 1431, el edificio más antiguo de la ciudad es la casa Vergu-Mănăilă, erigido en fecha tan reciente como el siglo XVIII, alrededor de 1780. La casa-Vergu Mănăilă era propiedad en su momento por un boyardo de alto rango llamado Vergu, que era dueño de un bar y una panadería cerca de la casa.

### Desarrollos delsigloXIX
Durante el siglo XIX, la ciudad superó las dificultades de las continuas reconstrucciones y comenzó a desarrollarse como una ciudad moderna con empresas sólidas y una emergente vida cultural. El bosque Crâng se convirtió en un lugar de esparcimiento para los lugareños alrededor de 1829, y se constituyó, con el tiempo, como un jardín público en 1850.

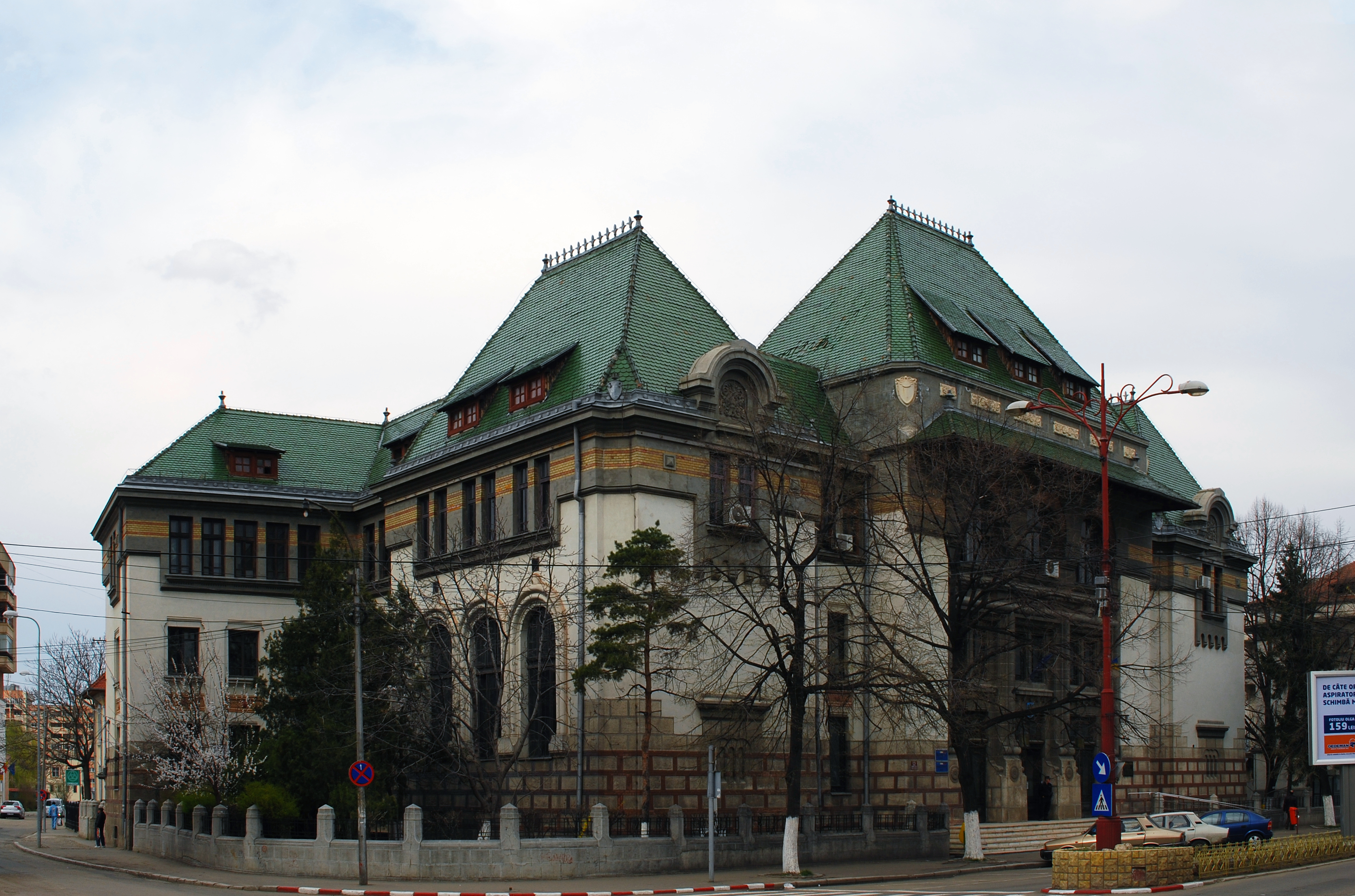
Tribunal de Buzău.

Las escuelas comenzaron a establecerse, como en 1831, cuando el Obispado abrió una escuela para los muralistas y pintores de iconos, dirigido por Nicolae Teodorescu y al que asistieron Gheorghe Tattarescu. Un año más tarde, la Escuela Nacional (la primera escuela en Buzău en enseñar lengua rumana) estaba abierta, y en 1838 la Scoala Normală (una escuela para los maestros) fue inaugurada por Dionisie Romano. El seminario teológico de Buzău abrió en 1836. Fue la primera escuela secundaria en Buzău y la segunda escuela teológica en Valaquia, después de la de Bucarest.
El censo más antiguo conocido de Buzău mostró, en 1832, una población total de 2.567 habitantes, de los cuales uno era austríaco, uno era inglés, 18 eran judíos y el resto de Rumania. Alrededor de 1837-1840, se introdujo el alumbrado público en la calle principal. Las farolas usaban velas de sebo. En 1861, el número de farolas públicas creció de 38 a 50. En 1841, las calles fueron realineadas "por las normas urbanas". En 1842, la ciudad contaba con un médico estable, una farmacia, un escuadrón de fuego y una matrona autorizada oficialmente.
Durante la Revolución de Valaquia de 1848, se creó una "Guardia Nacional" bajo la supervisión de Barbu y Nicolae Bălcescu después de que el gobierno se organizase en Bucarest en junio. Sin embargo, la revolución fue aplastada por Rusia y las fuerzas otomanas, y Buzău fue ocupada por el ejército ruso durante tres años. El ejército ruso ocupó brevemente Buzău nuevamente en 1853 durante la Guerra de Crimea. Después de la ocupación, el desarrollo de la ciudad se reanudó.
En los divanes de ad hoc organizadas después del Congreso de París en 1856, una gran mayoría de los representantes de Buzău votaron a favor de la unión de Valaquia y Moldavia. Más tarde, después de una unión personal completada el 5 de febrero de 1859, el Príncipe Alexandru Ioan Cuza fue acogida con entusiasmo por los habitantes de Buzău y fue persuadido para pasar la noche en la ciudad en su camino de Iaşi a Bucarest. El domn electo tanto de Valaquia como de Moldavia, salió de la ciudad al día siguiente, a través de Strada Mare, una calle conocida hoy con el nombre de Bulevardul Unirii.

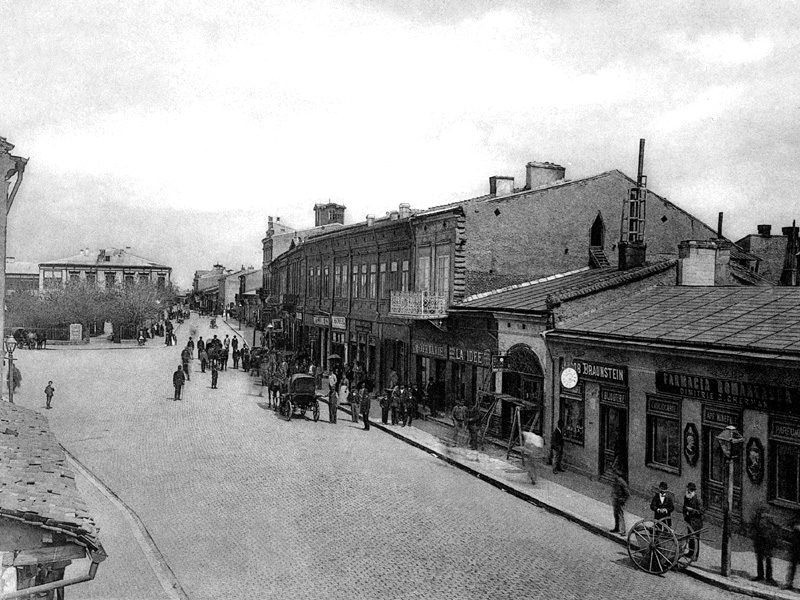
La ciudad de Buzău en 1901.

La vida cultural floreció y en 1852 se llevó a cabo el primer espectáculo de teatro en Buzău. En 1854, se adquirió una imprenta por parte del Obispado de Viena, y posteriormente fue utilizado para imprimir la Biblia de Buzău, la cuarta Biblia rumana (las tres primeros fueron la Biblia de Bucarest en 1688, un impreso en Blaj en 1792 y otro impreso en San Petersburgo en 1819).

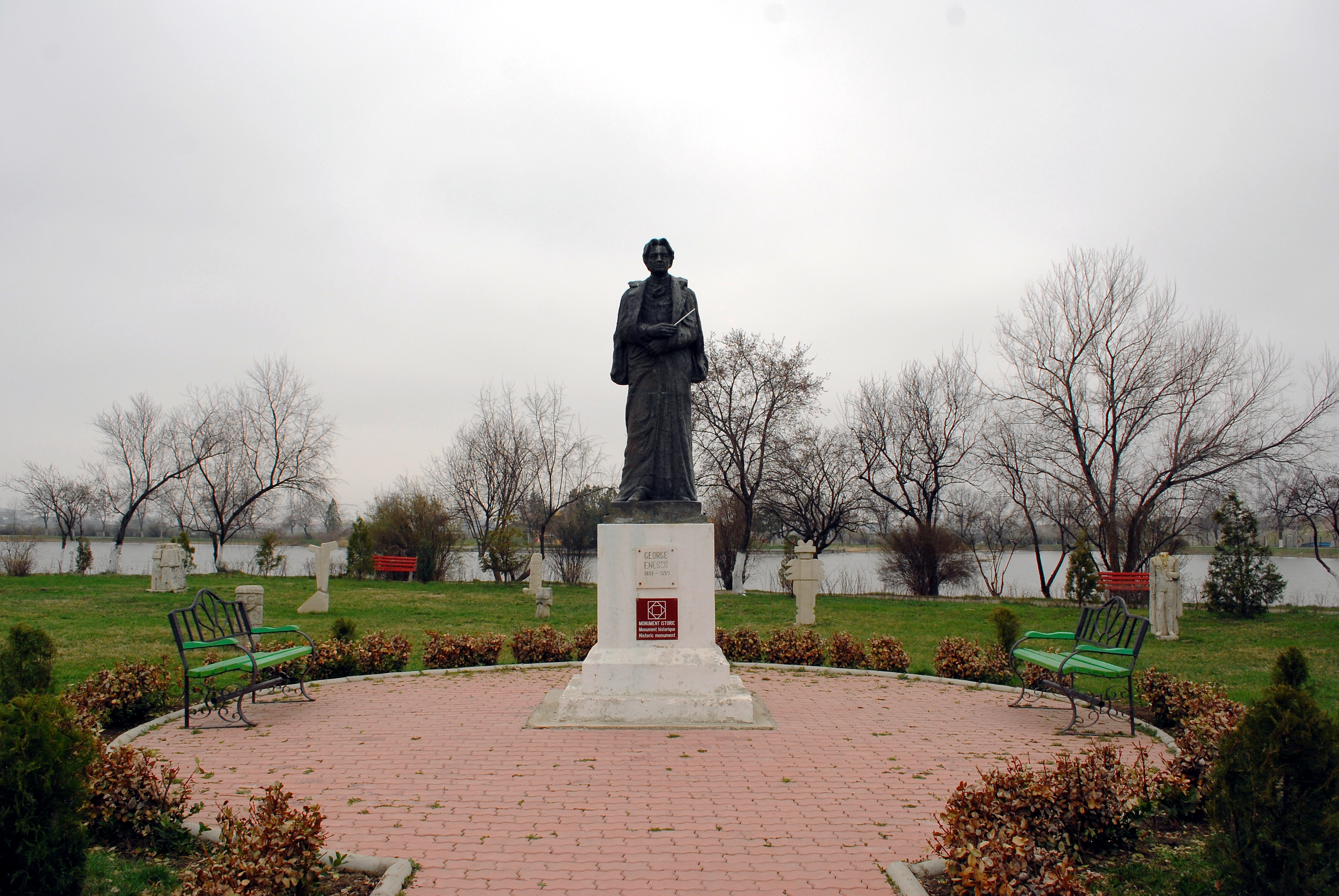
Estatua en honor a George Enescu en el parque Tineretului.

El alumbrado público se incrementó en 1860 con la introducción de lámparas de petróleo. En el mismo año, los números de la calle fueron asignados a las casas y las calles estaban pavimentadas con piedras. El Hospital Gârlaşi (hoy en día, el Hospital de Enfermedades Infecciosas) fue abierto en 1865, siendo el primer hospital de la ciudad permanente.
El teatro de Moldavia fue abierto en 1898 en un edificio en el centro de Buzău. La sala de 400 asientos fue el lugar donde importantes artistas rumanos ofrecieron sus espectáculos en Buzău, como Nicolae Leonard, Constantin Nottara y George Enescu. En 1899, el alcalde Nicu Constantinescu inició la construcción del Palacio Comunal, un proyecto terminado en 1903.
Durante este período, Constantin Brâncuşi y Ion Luca Caragiale fueron brevemente residentes de Buzău. Caragiale arrendó un restaurante cerca de la estación de tren en 1894 y vivió allí durante un año. Brâncuşi vivió en la ciudad en verano de 1914, después de que Eliza Seceleanu, una joven viuda de un terrateniente local, le había encargado la creación de dos esculturas: La oración y el busto de Petre Stănescu, su difunto esposo. Ambas esculturas decoradan la tumba de Stănescu en el cementerio de Dumbrava por un tiempo, pero fueron trasladados desde el Museo Nacional de Arte de Rumania en Bucarest, siendo reemplazada por dos ejemplares. Las copias fueron robadas en 1999 y no han sido sustituido desde entonces.

### Periodo de entreguerras
Durante la Primera Guerra Mundial, la ciudad fue ocupada, a partir del 14 de diciembre de 1916 hasta el 14 de noviembre de 1918, por las fuerzas alemanas, y muchos de los habitantes se refugiaron en Moldavia o en el campo. Buzău regresó a la administración de Rumania al final de la guerra.

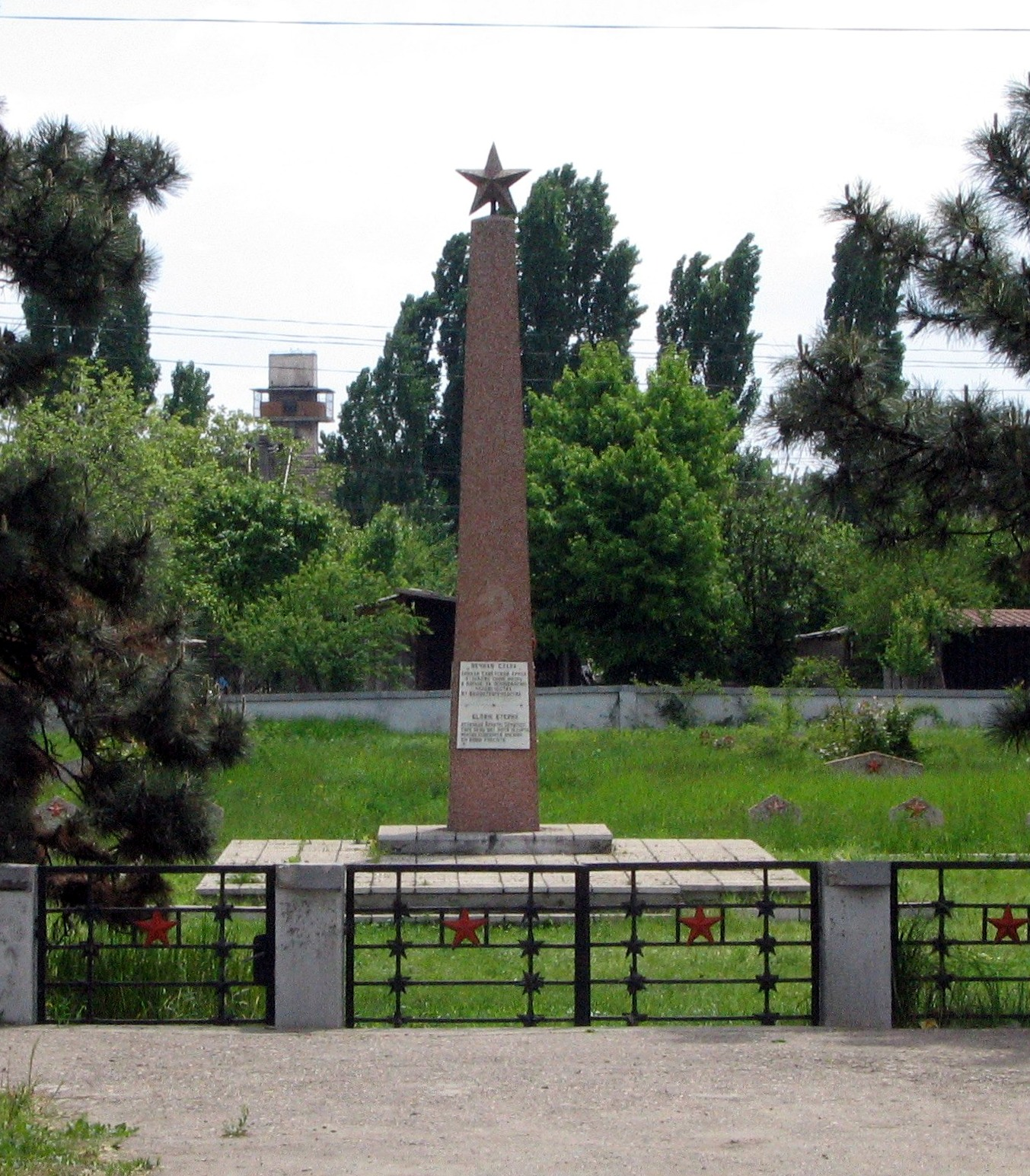
Monumento a los soldados soviéticos fallecidos en Buzău.

Después de 1918, Buzău continuó desarrollándose, poco a poco convirtiéndose en un centro industrial. Además, un equipo de fútbol, llamado Vârtejul fue creado en 1921, y el primer partido de boxeo en Buzău tuvo lugar en 1931, cuando un periódico deportivo se imprimió por primera vez.
El alcalde más importante de Buzău entre las dos Guerras Mundiales fue Stan Săraru, que erigió en 1935 un mercado de comida moderna, que hoy en día es el mercado más importante de la ciudad y fue llamado Stan Săraru en su honor. También comenzó la construcción del Estadio Crang, y un baño público y las calles principales fueron pavimentadas con adoquines.
Un águila, apodada Ilie por los lugareños, fue criada por un vendedor que vivía cerca de allí y fue la mascota de la estación de tren, entre 1930 y 1943. Ilie iba a la estación de tren a menudo, y comía de las manos de la gente. El águila murió durante la Segunda Guerra Mundial tiroteada por soldados nazis. En su honor se nombró una marca de cerveza producida en Buzău, Vulturul (el águila), y una calle de Buzău fue nombrado Vulturului Strada (la calle Águila) en su memoria.
Durante la Segunda Guerra Mundial, las tropas soviéticas ocuparon Buzău en agosto de 1944, y, como los soldados alemanes se atrincheraron en el interior del Palacio Comunal, su torre fue derribada por los cañones. La torre fue reconstruida después de la guerra. Los intensos combates tuvieron lugar en la zona después de 23 de agosto de 1944, cuando el mariscal Ion Antonescu fue detenido en Bucarest y su gobierno pronazi derrocado. El Cementerio de los Héroes, que se encuentra en la parte occidental de la ciudad, es el cementerio de los soldados soviéticos, alemanes y rumanos que murieron en ese momento.

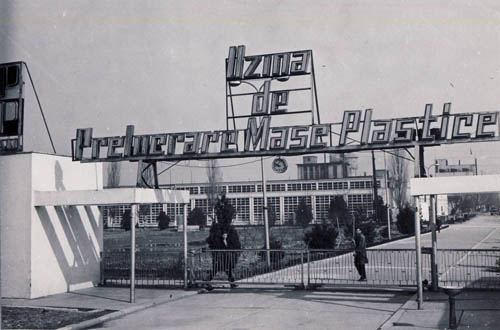
Entrada a la fábrica de plástico de Buzău durante la época comunista.

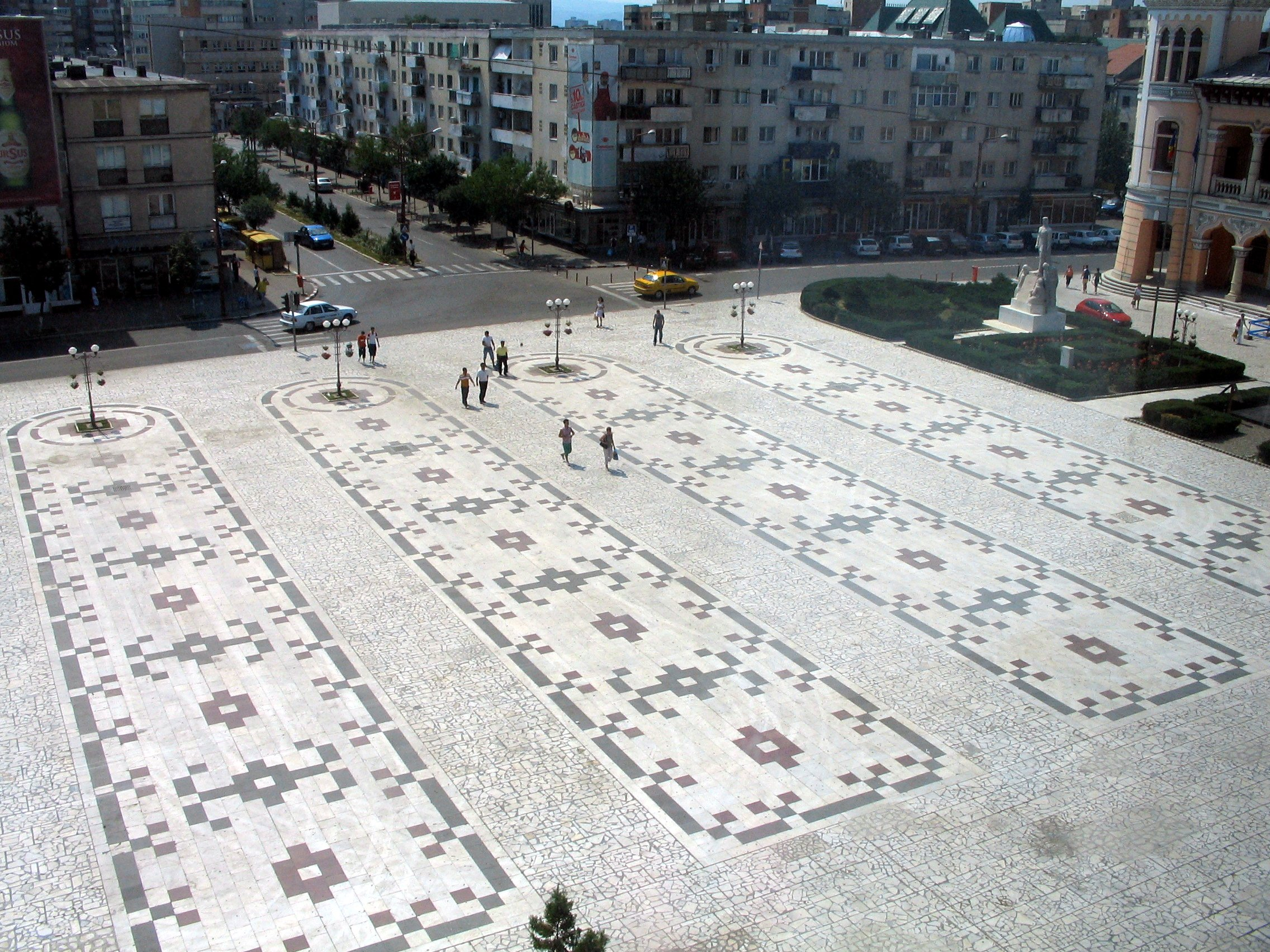
La renovada plaza Dacia de Buzău tras su pavimentación con mármol.

### Periodo comunista
Después de la guerra, cuando el gobierno rumano se hizo cargo del régimen comunista, Buzău perdió su condición de sede del condado en 1952, y se incluyó en la región de Ploieşti. Posteriormente, el distrito de Buzău fue reinstalado después, en 1968.
Todas las fábricas de Buzău fueron nacionalizadas y el gobierno central en Bucarest llevó a cabo una política de bloques de construcción monótona y gris de pisos de viviendas. En consecuencia, algunos barrios antiguos en Buzău fueron demolidas para dar paso a los nuevos edificios. Antes de 1953, las zonas residenciales se hicieron exclusivamente por casas, pero muchos de ellos fueron demolidas para construir bloques de pisos. El proceso fue lento al principio, pero entre 1980 y 1988, todas las casas en la calle principal de la ciudad fueron demolidas y se construyeron bloques de viviendas. Durante ese tiempo, muchos edificios históricos fueron destruidos, como el teatro de Moldavia. Por el centro histórico de la ciudad, sólo los edificios de la calle Cuza Vodă escaparon a la demolición. Además, en 1969, una zona residencial fue construida en el parque Crâng, reduciendo su tamaño.
La industrialización forzada se llevó a cabo durante el régimen comunista, como la plataforma industrial Buzau-Sur, que se inauguró en 1963. La ubicación fue elegida para utilizar un terreno estéril y que los vientos locales desplazasen la contaminación de la ciudad.
Sin embargo, también se hicieron algunas mejoras en la ciudad durante este período. El parque Tineretului fue construido en el lado oriental de la ciudad, con un polideportivo y una piscina. En 1981 se abrió al público una sala de cine con 650 asientos y un importante hospital fue construido en 1971-1973. En 1976, la ciudad celebró 1.600 años desde su más antiguo testimonio histórico. Para celebrar el acontecimiento, un obelisco fue erigido en el parque Crâng. En el mismo año, la plaza de Dacia, la plaza principal de la ciudad, situado en frente del Palacio Comunal, fue repavimentada, con mármol de Măgura blanco, rojo y gris, con patrones similares a los de los trajes populares tradicionales de la zona Bisoca.

### Post comunismo y presente
El proceso de demolición de viviendas fue detenido después de la caída del comunismo en Rumania, a finales de diciembre de 1989. La economía de la ciudad se estancó durante algunos años, pero Buzău lentamente comenzó a desarrollarse, ya que fábricas estatales fueron privatizadas y surgieron algunas nuevas industrias.
Se iniciaron trabajos de construcción de una catedral ortodoxa, la Catedral de San Sava, en 1991. En 1995, el teatro abrió una vez más en Buzau, y fue llamado Teatro George Ciprian.

## Geografía
La ciudad se encuentra a la orilla derecha del río Buzău y tiene la altitud entre 88 y 101 metros. El municipio está situado en la parte central del distrito y a 120 kilómetros de la capital de Rumania.

### Clima
Las precipitaciones anuales son en media de 500mm y la nieve por invierno puede llegar a alcanzar 30 mcm de altura. El clima es continental templado, con 92 días de media de heladas y 92 días de verano calorosos y secos. Los vientos son el Crivăţ, que sopla en invierno desde el NE a SV y es un viento muy frío de procedencia siberiana; y el Austru, que sopla desde SV y trae aire caliente y seco en verano y sube las temperaturas en invierno.

## Demografía
La evolución demográfica
- 1832: 2,567
- 1864: 9,027
- 1892: 17,300
- 1900: 21,000
- 1941: 44,511
- 1968: 66,433
- 1977: 101,149
- 1992: 148,087
- 2002: 134,227

Al censo de 2002 en Buzău había 134.227 habitantes de cual 95,67% étnicos rumanos; el 4,09% gitanos y menos de 0,25% otras etnias. La mayor parte, el 98,79% de los ciudadanos de Buzău son ortodoxos rumanos.

## Educación y cultura

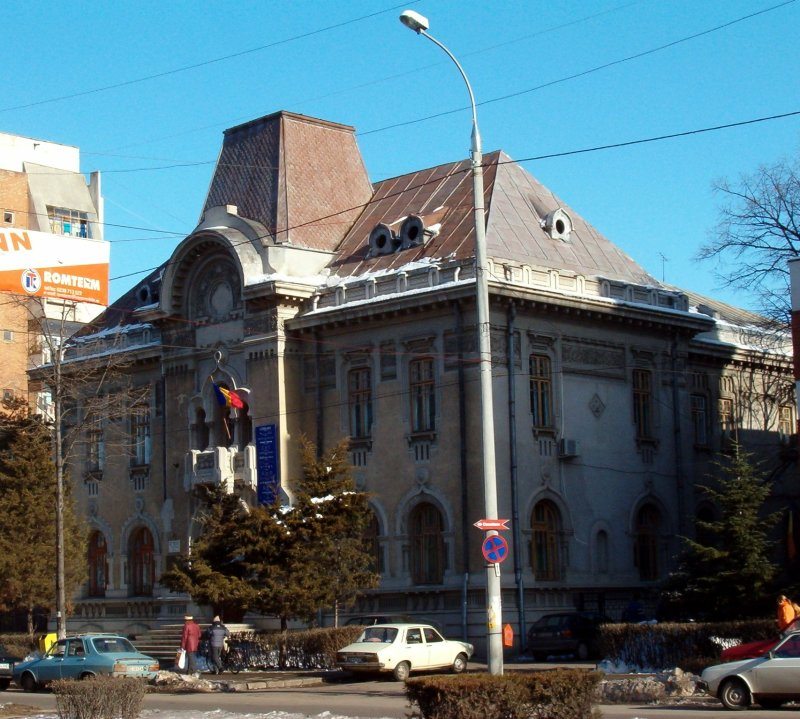
Biblioteca Pública Vasile Voiculescu de Buzău.

La primera escuela en Buzău fue la escuela de pintores de la iglesia y el icono, abierta por Chesarie, el obispo de Buzau. La escuela funcionó en el obispado de Buzău, y fue dirigido por Nicolae Teodorescu. Gheorghe Tattarescu comenzó sus clases de pintura aquí.
La institución histórica educativa más importante de Buzău es el Colegio Nacional Bogdan Petriceicu Hasdeu, al que asistieron el premio Nobel George Emil Palade en su juventud. La escuela Hasdeu fue inaugurada en 1867. La primera universidad en la ciudad fue el Colegiul Universitar Economic Buzău, inaugurado en 1992, una rama de la Academia de Estudios Económicos de Bucarest.
La biblioteca pública de la ciudad fue inaugurado en 1893, bajo el nombre de Biblioteca Pública Carol I. Más tarde tomó el nombre de Vasile Voiculescu, el autor más destacado de Buzău, escritor y poeta. 
El Teatro George Ciprian se creó en 1996. No tiene un equipo que actúe por sí mismo, basándose en los contratos. Su primer director fue el dramaturgo Paul Ioachim. El principal museo de Buzău es el Museo del Distrito de Buzău, que exhibe objetos relacionados con la historia de la región. El mismo museo supervisa la exposición etnográfica en la Casa Vergu-Mănăilă, así como el Museo del Ámbar en Colți y la Casa Memorială Vasile Voiculescu en Pârscov.

## Turismo

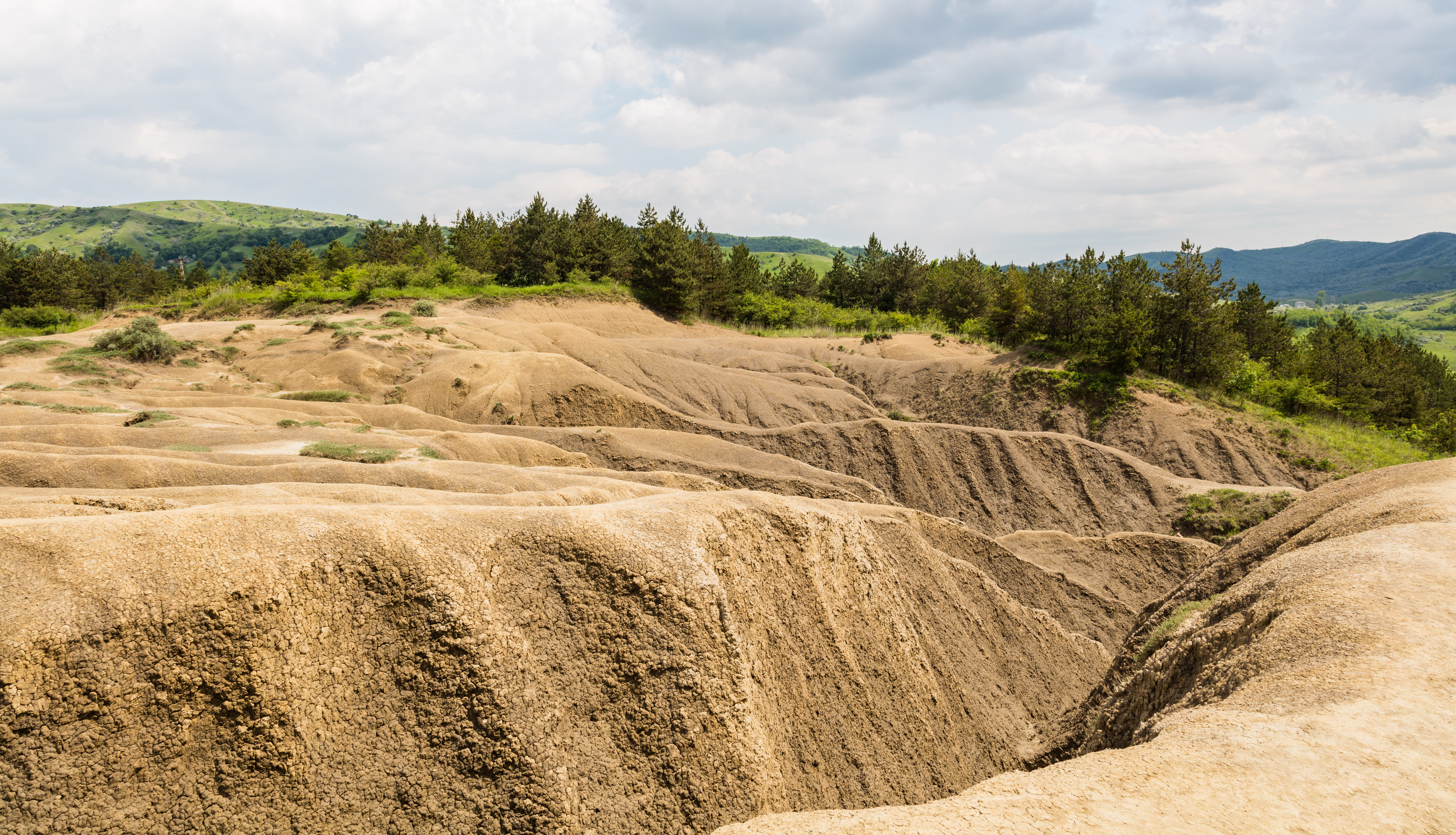
Volcanes de lodo

- En la ciudad hay tres hoteles: Crâng, Bucegi y Pietroasa.
- Casa Vergu-Mănăilă-edificio del siglo XVIII que aloja hoy una colección etnográfica y de arte popular.
- Buzău está cerca de otros destinos turísticos importantes, como serían: La valle Buzău, Los volcanes de barro, el monasterio Ciolanu, el campamento de escultura Măgura, el spa Sărata-Monteoru.

## Transporte
Buzău es un importante centro ferroviario regional, como los ferrocarriles que conectan Bucarest y Ploieşti hacia Focşani, Galaţi y Constanţa se encuentran en la ciudad. La estación principal de tren se inauguró en 1872, junto con la vía férrea Bucarest-Galaţi.

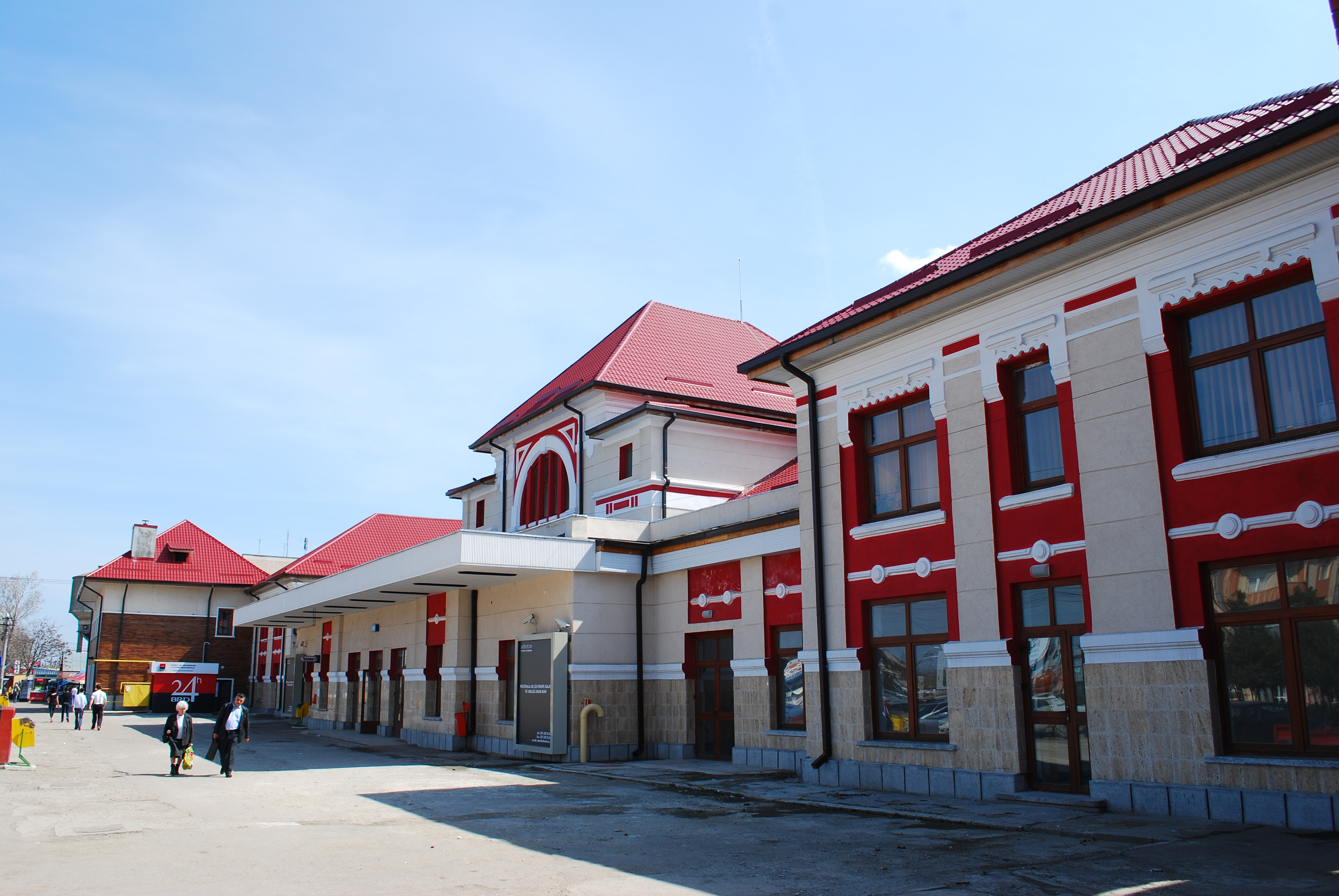
Estación de tren de Buzău.

Una rama de ese ferrocarril, que va desde Buzău de Mărăşeşti estaba abierta unos años más tarde, el 13 de junio de 1881, convirtiéndose en el primer ferrocarril diseñado por los ingenieros rumanos.
La línea de ferrocarril de cercanías Buzău-Nehoiaşu, abierto en 1908, enlaza a la mayoría de las comunas de Buzău en el valle del río Buzău, incluyendo las ciudades de Nehoiu y Pătârlagele.

### Carreteras
Buzău es accesible por carretera a través de la DN2 (E85) de Bucarest y las principales ciudades de Moldavia. La DN1B conecta Buzău con Ploieşti y DN10 cruza la Cordillera de los Cárpatos en su curvatura a través del paso Buzău a Braşov. A Galaţi y Brăila puede llegarse a través de la carretera DN2B.
Hay dos estaciones de autobuses interurbanos en la ciudad, uno ubicado en el norte de la ciudad y el otro en el sur, cerca de la estación de tren, están disponibles por empresas privadas de transporte de pasajeros que ofrecen conexiones en autobús a otras ciudades o ejecutan líneas de cercanías con los municipios cercanos.

### Transporte público
La red de transporte público de Buzău incluye diez líneas de autobuses regulares que conectan las zonas residenciales de las principales zonas industriales (incluido el de la plataforma Buzău Sud), el centro de la ciudad y la estación de tren. Varias compañías de taxis tienen licencia y operar en toda la ciudad y los municipios limítrofes.